# The Birthday Party (1968)
The Birthday Party is een Britse dramafilm uit 1968 onder regie van William Friedkin. Het scenario is gebaseerd op het gelijknamige toneelstuk uit 1957 van de Britse auteur Harold Pinter.

## Verhaal
Meg Bowles houdt het pension open, waar Stanley Webber al een tijdlang verblijft. Wanneer er twee merkwaardige, nieuwe gasten arriveren, ontstaan er spanningen.

## Rolverdeling
| Acteur           | Personage      |
| ---------------- | -------------- |
| Robert Shaw      | Stanley Webber |
| Patrick Magee    | Shamus McCann  |
| Dandy Nichols    | Meg Bowles     |
| Sydney Tafler    | Nat Goldberg   |
| Moultrie Kelsall | Pete Bowles    |
| Helen Fraser     | Lulu           |